# 上海仁渡海洋公益发展中心
上海仁渡海洋公益发展中心又称仁渡海洋（英文：Shanghai Rendu Ocean NPO Development Center），是一家位于中国大陆专注于海洋垃圾议题的公益机构。该机构于2007年成立，创始人为毕业于复旦大学经济法专业的刘永龙。

## 相关事件
2021年11月1日，环球网报道称“某海洋组织接受境外资助，在我国非法设监测点，22个靠近军事目标”，国家安全机关已根据《反间谍法》、《反間諜法實施細則》对该组织进行了整改、处罚等措施。上述报道以及25日中国国防部新闻发言人吴谦在记者会上提及此事件时均未具名组织名称，但立场新闻、联合早报、多维新闻等媒体通过分析环球网的报道配图，认为该组织为仁渡海洋。截止25日，该组织未就该事件作出任何公开回应。

## 备注
1. ↑  截止25日，在中国内地官方媒体对该事件的报道中，均未具名该组织具体名称，事件曝光前人民网、新华网、中国环境等中国内地媒体或机构对该组织的正面报道也未见被移除。
2. ↑  截止25日，该组织官网及官方微博均可在中国内地正常访问，但未就该事件作出任何公开回应。